# Psecacera atriventris
Psecacera atriventris là một loài ruồi trong họ Tachinidae.